# Павел Уханський
Павел Уханський гербу Радван (пол. Paweł Uchański; 1547/1548 — 1590, Константинополь, нині Стамбул) — польський шляхтич, урядник Речі Посполитої, дипломат. Ймовірно, останній представник роду Уханських.

## Життєпис
Народився 1547 або 1548 року. Син белзького ловчого Томаша Уханського, небіж примаса Польщі, Гнезненського латинського архиєпископа Якуба Уханського.
Як посланець короля Стефана Баторія їздив:
- в 1580 році — до Папи Григорія ХІІІ до Риму з відданням знаків послуху, привіз королю до Вільнюса посвячені меч та шапку
- до цісаря Максиміліяна Габсбурга
- до Османської імперії з перемовинами про перемир'я.[1]

Мав посади белзького воєводи і каштеляна дрогобицького, ґнєзненського старости.
Помер передчасно у віці 42 років 1590 року у Стамбулі, був похований в Ухані.

### Сім'я
Дружина — Анна Катажина Гербурт з Фульштина, донька львівського кастеляна Станіслава Гербурта; також Владислав Лозінський вказував, що вона була бабцею Уршулі Сенявської, дружини Миколая Сенявського. Діти:
- Гелена чи Анна — дружина коронного підскарбія Даниловича Миколая, віно — Уханє
- Катажина — дружина волинського воєводи, князя Адама Олександра Сангушка
- Ізабелла — дружина брацлавського каштеляна, луцького старости Миколи Семашка, доброчинниця Луцького колегіуму єзуїтів.[1]

Владислав Лозінський вказував, що матір'ю Уршулі Сенявської, дружини Миколая Сенявського, було Дорота з Уханських Кротовська.